# Gomphichis
Gomphichis is een geslacht uit de orchideeënfamilie en de onderfamilie Orchidoideae.
Het geslacht telt 24 soorten uit Midden- en Zuid-Amerika.

## Naamgeving en etymologie
De botanische naam Gomphichis is afgeleid van het Oudgriekse 'gomphos', kegelvormig, naar de vorm van het gynostemium.

## Kenmerken
Gomphichis zijn tamelijk forse terrestrische, zelden epifytische orchideeën met vlezige, behaarde wortels en groene, ovale tot lijnlancetvormige bladeren in een bladrozet. Vanuit het centrum van het rozet ontspringt een rechtopstaande, behaarde bloemstengel met een dichte eindstandige aar met talrijke bloemen voorzien van schutblaadjes.
De kleine bloemen zijn vlezig, groen, wit en geel gekleurd en niet-geresupineerd (de bloemlip wijst naar boven). De kelkblaadjes en de zijdelingse kroonblaadjes zijn gelijkvormig, weinig uitgespreid, vrijstaand. De lip is eveneens zeer vlezig, kort gesnaveld, en omvat het gynostemium. Het gynostemium is kegel- en S-vormig en behaard en draagt aan de top een grote stempel met een opstaande rand. Het rostellum tussen de stempel en de meeldraad is dun, loodrecht op het gynostemium, op een stompe punt eindigend, met de zijkanten van het clinander verbonden. De meeldraad is klein en draagt twee korrelige pollinia op een rond, kleverig viscidium.

## Habitat en verspreiding
Gomphichis-soorten komen vooral voor in de Zuid-Amerikaanse Andes, maar ook in Costa Rica. De soorten groeien voornamelijk in alpiene graslanden, bosranden en vochtige bossen van 1.700- 3.600 m hoogte.

## Taxonomie
Het geslacht telt 24 soorten. De typesoort is Gomphichis goodyeroides.

### Soortenlijst
- Gomphichis adnata (Ridl.) Schltr. (1919)
- Gomphichis alba F.Lehm. & Kraenzl. (1899)
- Gomphichis altissima Renz (1948)
- Gomphichis bogotensis Renz (1948)
- Gomphichis brachystachys Schltr. (1920)
- Gomphichis caucana Schltr. (1920)
- Gomphichis cladotricha Renz (1948)
- Gomphichis crassilabia Garay (1978)
- Gomphichis cundinamarcae Renz (1948)
- Gomphichis goodyeroides Lindl. (1840)
- Gomphichis gracilis Schltr. (1919)
- Gomphichis hetaerioides Schltr. (1920)
- Gomphichis koehleri Schltr. (1921)
- Gomphichis lancipetala Schltr. (1920)
- Gomphichis longifolia (Rolfe) Schltr. (1922)
- Gomphichis longiscapa (Kraenzl.) Schltr. (1921)
- Gomphichis macbridei C.Schweinf. (1941)
- Gomphichis plantaginea Schltr. (1921)
- Gomphichis plantaginifolia C.Schweinf. (1944)
- Gomphichis scaposa Schltr. (1920)
- Gomphichis steyermarkii Foldats (1968)
- Gomphichis traceyae Rolfe (1916)
- Gomphichis valida Rchb.f. (1878)
- Gomphichis viscosa (Rchb.f.) Schltr. (1919)